# جو آنیون
جو آنیون (انگلیسی: Joe Anyon؛ زادهٔ ۲۹ دسامبر ۱۹۸۶) بازیکن فوتبال اهل بریتانیا است.
از باشگاه‌هایی که در آن بازی کرده‌است می‌توان به باشگاه فوتبال مکلسفیلد تاون، باشگاه فوتبال مورکم، باشگاه فوتبال کرو آلکساندرا، باشگاه فوتبال اسکانتورپ یونایتد، باشگاه فوتبال لینکولن سیتی، باشگاه فوتبال استافورد رانجرز، باشگاه فوتبال پورت ویل، باشگاه فوتبال هروگیت تاون، و باشگاه فوتبال شروزبری تاون اشاره کرد.
وی همچنین در تیم ملی فوتبال England U16 بازی کرده‌است.